# Campionati europei a squadre di atletica leggera 2009
I I Campionati europei a squadre di atletica leggera si sono tenuti a Leiria, in Portogallo, dal 20 al 21 giugno 2009 e sono stati vinti dalla Germania.

## Sedi
| Divisione     | Date              | Città           | Nazione              |
| ------------- | ----------------- | --------------- | -------------------- |
| Super League  | 20-21 giugno 2009 | Leiria          | Portogallo           |
| First League  | 20-21 giugno 2009 | Bergen          | Norvegia             |
| Second League | 20-21 giugno 2009 | Banská Bystrica | Slovacchia           |
| Third League  | 20-21 giugno 2009 | Sarajevo        | Bosnia ed Erzegovina |

## Super League

### Classifica
| Pos. | Nazione       | Maschile | Femminile | Totale | Note                       |
| ---- | ------------- | -------- | --------- | ------ | -------------------------- |
| 1    | Germania      | 163,5    | 163       | 326,5  | Oro                        |
| 2    | Russia        | 139      | 181       | 320    | Argento                    |
| 3    | Gran Bretagna | 166,5    | 136,5     | 303    | Bronzo                     |
| 4    | Francia       | 152,5    | 148,5     | 301    |                            |
| 5    | Polonia       | 142      | 147       | 289    |                            |
| 6    | Italia        | 119      | 159       | 278    |                            |
| 7    | Ucraina       | 124      | 141,5     | 265,5  |                            |
| 8    | Spagna        | 152      | 105       | 257    |                            |
| 9    | Grecia        | 110      | 106,5     | 216,5  |                            |
| 10   | Rep. Ceca     | 102,5    | 111       | 213,5  | Retrocesse in First League |
| 11   | Portogallo    | 110      | 90        | 200    | Retrocesse in First League |
| 12   | Svezia        | 75       | 63        | 138    | Retrocesse in First League |

### Tabella punti
| Specialità             | Specialità | CZE   | FRA | DEU   | GBR | GRC   | ITA | POL | PRT | RUS | ESP | SWE | UKR   |
| ---------------------- | ---------- | ----- | --- | ----- | --- | ----- | --- | --- | --- | --- | --- | --- | ----- |
| 100 metri              | Uomini     | 2,5   | 9   | 7     | 12  | 4     | 10  | 8   | 11  | 1   | 5,5 | 2,5 | 5,5   |
| 100 metri              | Donne      | 2     | 10  | 8     | 12  | 4     | 8   | 8   | 5   | 6   | 1   | 3   | 11    |
| 200 metri              | Uomini     | 2     | 10  | 9     | 12  | 4     | 5   | 3   | 11  | 6   | 8   | 1   | 7     |
| 200 metri              | Donne      | 2     | 9   | 7     | 10  | 4     | 8   | 6   | 11  | 12  | 5   | 3   | –     |
| 400 metri              | Uomini     | 5     | 9   | 10    | 12  | 6     | 1   | 4   | 11  | 8   | 2   | 11  | 3     |
| 400 metri              | Donne      | 3     | 7   | 8     | 9   | 4     | 12  | 6   | 2   | 11  | 6   | 1   | 10    |
| 800 metri              | Uomini     | 5     | 10  | 6     | 9   | 8     | 7   | 4   | 3   | 2   | 12  | 1   | 11    |
| 800 metri              | Donne      | 8     | 10  | 7     | 9   | 5     | 6   | 2   | 3   | 11  | 4   | 1   | 12    |
| 1.500 metri            | Uomini     | 2     | 10  | 9     | 8   | 1     | 6   | 7   | 12  | 3   | 11  | 4   | 5     |
| 1.500 metri            | Donne      | 1     | 5   | 2     | 9   | 4     | 10  | 7   | 6   | 12  | 11  | 3   | 8     |
| 3.000 metri            | Uomini     | 5     | 2   | 8     | 9   | 4     | 10  | 6   | 7   | 11  | 12  | 3   | –     |
| 3.000 metri            | Donne      | 3     | 8   | –     | 9   | 5     | 7   | 11  | 10  | 12  | –   | 4   | 6     |
| 5.000 metri            | Uomini     | 4     | 6   | 5     | 12  | 1     | 7   | 3   | 8   | 9   | 11  | 2   | 10    |
| 5.000 metri            | Donne      | –     | 7   | 10    | 6   | –     | 11  | 5   | 8   | 9   | 12  | 4   | –     |
| 3.000 metri siepi      | Uomini     | 6     | 11  | 8     | 5   | 2     | 3   | 7   | 1   | 10  | 9   | 12  | 4     |
| 3.000 metri siepi      | Donne      | 1     | 11  | 12    | 8   | 6     | 3   | 5   | 9   | 10  | 7   | 2   | 4     |
| 110/100 metri ostacoli | Uomini     | 2,5   | 9   | 10    | 12  | 2.5   | 5   | 7   | 1   | 8   | 11  | 6   | 4     |
| 110/100 metri ostacoli | Donne      | 12    | 8   | 9     | 2   | 4     | 5   | 7   | 3   | 11  | 6   | 1   | 10    |
| 400 metri ostacoli     | Uomini     | 6     | 11  | 7     | 12  | 10    | 4   | 5   | 3   | 9   | 2   | 1   | 8     |
| 400 metri ostacoli     | Donne      | 10    | 7   | 8     | 9   | 2     | 6   | 12  | –   | 5   | 4   | 3   | 11    |
| Staffetta 4×100 metri  | Uomini     | –     | 10  | 11    | 3   | 5     | 12  | 8   | 9   | 7   | 6   | 4   | –     |
| Staffetta 4×100 metri  | Donne      | 3     | –   | 10    | 11  | 5     | 7   | 8   | 6   | 12  | 2   | 4   | 9     |
| Staffetta 4×400 metri  | Uomini     | 4     | 8   | 11    | 12  | 5     | 6   | 9   | 2   | 10  | 3   | 1   | 7     |
| Staffetta 4×400 metri  | Donne      | 6     | 8   | 9     | 10  | 3     | 11  | –   | 4   | 12  | 5   | 2   | 7     |
| Salto in alto          | Uomini     | 11    | 2,5 | 2,5   | 4   | 7     | 5   | 8   | 1   | 10  | 6   | 9   | 12    |
| Salto in alto          | Donne      | 5     | 2,5 | 12    | 2,5 | 6,5   | 10  | 4   | 1   | 9   | 11  | 8   | 6,5   |
| Salto con l'asta       | Uomini     | 6.5   | 12  | 11    | 6.5 | 9     | 4   | 10  | 3   | 8   | 2   | 5   | 1     |
| Salto con l'asta       | Donne      | 8     | 6   | 10    | 9   | 7     | 4   | 12  | 3   | 11  | 5   | 1   | 2     |
| Salto in lungo         | Uomini     | 9     | 6   | 3     | 8   | 10    | 1   | 2   | 11  | 7   | 12  | 4   | 5     |
| Salto in lungo         | Donne      | 5     | 7   | 6     | 3   | 9     | 4   | 10  | 12  | 11  | 2   | 1   | 8     |
| Salto triplo           | Uomini     | 2     | 8   | 4     | 11  | 7     | 10  | 3   | 12  | 5   | 6   | 1   | 9     |
| Salto triplo           | Donne      | 4     | 12  | 2     | 3   | 7     | 10  | 9   | 5   | 11  | 6   | 1   | 8     |
| Getto del peso         | Uomini     | 10    | 8   | 9     | 7   | 3     | 2   | 12  | 4   | 5   | 11  | 1   | 6     |
| Getto del peso         | Donne      | 6     | 10  | 12    | 1   | 7     | 11  | 9   | 2   | 5   | 3   | 8   | 4     |
| Lancio del disco       | Uomini     | 5     | 3   | 11    | 6   | 7     | 8   | 12  | 2   | 4   | 10  | 1   | 9     |
| Lancio del disco       | Donne      | 10    | 11  | 9     | 4   | 5     | 7   | 8   | 2   | 1   | 3   | 6   | 12    |
| Lancio del martello    | Uomini     | 8     | 4   | 10    | 1   | 7     | 12  | 11  | 2   | 5   | 6   | 3   | 9     |
| Lancio del martello    | Donne      | 5     | 8   | 11    | 7   | 10    | 9   | 12  | 2   | –   | 6   | 3   | 4     |
| Lancio del giavellotto | Uomini     | 7     | 4   | 12    | 5   | 8     | 1   | 10  | 3   | 11  | 6   | 2   | 9     |
| Lancio del giavellotto | Donne      | 11    | 2   | 12    | 3   | 8     | 9   | 5   | 1   | 10  | 7   | 4   | 6     |
| Paese                  | Paese      | CZE   | FRA | DEU   | GBR | GRC   | ITA | POL | PRT | RUS | ESP | SWE | UKR   |
| Totale                 | Totale     | 213,5 | 301 | 326,5 | 303 | 216,5 | 278 | 289 | 200 | 320 | 257 | 138 | 265,5 |

### Risultati

#### Uomini
| Specialità | Oro                                                                          | Prestazione | Argento                                                             | Prestazione | Bronzo                                                                            | Prestazione |
| Corse piane |                                                                              |             |                                                                     |             |                                                                                   |             |
| 100 metri | Dwain Chambers Gran Bretagna                                                 | 10"07       | Francis Obikwelu Portogallo                                         | 10"20       | Emanuele Di Gregorio Italia                                                       | 10"21       |
| 200 metri | Dwain Chambers Gran Bretagna                                                 | 20"55       | Arnaldo Abrantes Portogallo                                         | 20"62       | Martial Mbandjock Francia                                                         | 20"67       |
| 400 metri | Timothy Benjamin Gran Bretagna                                               | 45"57       | Johan Wissman Svezia                                                | 45"81       | Kamghe Gaba Germania                                                              | 45"88       |
| 800 metri | Miguel Quesada Spagna                                                        | 1'47"76     | Oleksandr Osmolovyč Ucraina                                         | 1'48"05     | Jeff Lastennet Francia                                                            | 1'48"29     |
| 1.500 metri | Rui Silva Portogallo                                                         | 3'42"07     | Diego Ruiz Spagna                                                   | 3'42"54     | Yoann Kowal Francia                                                               | 3'42"73     |
| 3.000 metri | Jesús España Spagna                                                          | 8'01"73     | Sergej Ivanov Russia                                                | 8'02"18     | Daniele Meucci Italia                                                             | 8'02"22     |
| 5.000 metri | Mo Farah Gran Bretagna                                                       | 13'43"01    | Carles Castillejo Spagna                                            | 13'49"54    | Serhij Lebid Ucraina                                                              | 13'59"85    |
| Corse a ostacoli |                                                                              |             |                                                                     |             |                                                                                   |             |
| 3000 metri siepi | Mustafa Mohamed Svezia                                                       | 8'28"09     | Vincent Zouaoui Dandrieux Francia                                   | 8'32"05     | Il'dar Minšin Russia                                                              | 8'34"06     |
| 110 metri ostacoli | Andy Turner Gran Bretagna                                                    | 13"42       | Jackson Quiñónez Spagna                                             | 13"53       | Matthias Bühler Germania                                                          | 13"57       |
| 400 metri ostacoli | Dai Greene Gran Bretagna                                                     | 49"26       | Fadil Bellaabouss Francia                                           | 49"91       | Periklīs Iakōvakīs Grecia                                                         | 50"09       |
| Staffette |                                                                              |             |                                                                     |             |                                                                                   |             |
| Staffetta 4x100 m | Italia Giovanni Tomasicchio Simone Collio Emanuele Di Gregorio Fabio Cerutti | 38"77       | Germania Stefan Schwab Till Helmke Alexander Kosenkow Martin Keller | 38"78       | Francia Ronald Pognon Martial Mbandjock Eddy De Lépine Christophe Lemaitre        | 38"80       |
| Staffetta 4x400 m | Gran Bretagna Conrad Williams Robert Tobin Richard Strachan Timothy Benjamin | 3'00"82     | Germania Miguel Rigau Kamghe Gaba Simon Kirch Thomas Schneider      | 3'02"30     | Russia Aleksandr Derevjagin Valentin Krugljakov Konstantin Svečkar Denis Alekseev | 3'02"42     |
| Salti |                                                                              |             |                                                                     |             |                                                                                   |             |
| Salto in alto | Jurij Krymarenko Ucraina                                                     | 2,31 m      | Jaroslav Bába Rep. Ceca                                             | 2,31 m      | Aleksandr Šustov Russia                                                           | 2,31 m      |
| Salto con l'asta | Renaud Lavillenie Francia                                                    | 6,01 m      | Malte Mohr Germania                                                 | 5,75 m      | Łukasz Michalski Polonia                                                          | 5,70 m      |
| Salto in lungo | Eusebio Cáceres Spagna                                                       | 8,00 m      | Nelson Évora Portogallo                                             | 7,94 m      | Loúis Tsátoumas Grecia                                                            | 7,91 m      |
| Salto triplo | Nelson Évora Portogallo                                                      | 17,59 m     | Phillips Idowu Gran Bretagna                                        | 17,50 m     | Fabrizio Schembri Italia                                                          | 16,64 m     |
| Lanci |                                                                              |             |                                                                     |             |                                                                                   |             |
| Getto del peso | Tomasz Majewski Polonia                                                      | 20,81 m     | Manuel Martínez Spagna                                              | 20,39 m     | Antonin Žalský Rep. Ceca                                                          | 20,11 m     |
| Lancio del disco | Piotr Małachowski Polonia                                                    | 66,24 m     | Robert Harting Germania                                             | 65,40 m     | Mario Pestano Spagna                                                              | 64,66 m     |
| Lancio del martello | Nicola Vizzoni Italia                                                        | 78,15 m     | Szymon Ziółkowski Polonia                                           | 78,01 m     | Markus Esser Germania                                                             | 77,62 m     |
| Lancio del giavellotto | Mark Frank Germania                                                          | 78,63 m     | Il'ja Korotkov Russia                                               | 77,56 m     | Igor Janik Polonia                                                                | 76,48 m     |
| miglior prestazione mondiale under 20; miglior prestazione mondiale stagionale under 20; record europeo; miglior prestazione europea stagionale; record europeo under 20; record europeo stagionale under 20; record dei campionati; record nazionale; record nazionale under 20; record nazionale under 18; record personale; record personale stagionale. |                                                                              |             |                                                                     |             |                                                                                   |             |

#### Donne
| Specialità | Oro                                                                             | Prestazione | Argento                                                                | Prestazione | Bronzo                                                              | Prestazione |
| Corse piane |                                                                                 |             |                                                                        |             |                                                                     |             |
| 100 metri | Emily Freeman Gran Bretagna                                                     | 11"42       | Natalija Pohrebnjak Ucraina                                            | 11"49       | Carima Louami Francia                                               | 11"50       |
| 200 metri | Julija Guščina Russia                                                           | 23"01       | Marta Jeschke Polonia                                                  | 23"34       | Christine Ohuruogu Gran Bretagna                                    | 23"40       |
| 400 metri | Libania Grenot Italia                                                           | 51"16       | Ljudmila Litvinova Russia                                              | 51"23       | Natalija Pyhyda Ucraina                                             | 51"86       |
| 800 metri | Julija Krevsun Ucraina                                                          | 1'58"62     | Ekaterina Kosteckaja Russia                                            | 1'59"43     | Élodie Guégan Francia                                               | 1'59"79     |
| 1.500 metri | Anna Al'minova Russia                                                           | 4'07"59     | Nuria Fernández Spagna                                                 | 4'08"00     | Elisa Cusma Piccione Italia                                         | 4'08"72     |
| 3.000 metri | Gul'nara Samitova-Galkina Russia                                                | 8'46"88     | Sylwia Ejdys Polonia                                                   | 8'58"26     | Inês Monteiro Portogallo                                            | 9'00"83     |
| 5.000 metri | Dolores Checa Spagna                                                            | 15'28"87    | Silvia Weissteiner Italia                                              | 15'31"33    | Sabrina Mockenhaupt Germania                                        | 15'37"67    |
| Corse a ostacoli |                                                                                 |             |                                                                        |             |                                                                     |             |
| 3000 metri siepi | Antje Möldner Germania                                                          | 9'32"65     | Sophie Duarte Francia                                                  | 9'33"63     | Elena Sidorčenkova Russia                                           | 9'36"88     |
| 100 metri ostacoli | Lucie Škrobáková Rep. Ceca                                                      | 12"94       | Julija Kondakova Russia                                                | 12"94       | Olena Krasovs'ka Ucraina                                            | 13"02       |
| 400 metri ostacoli | Anna Jesień Polonia                                                             | 54"82       | Anastasija Rabčenjuk Ucraina                                           | 55"05       | Zuzana Hejnová Rep. Ceca                                            | 55"29       |
| Staffette |                                                                                 |             |                                                                        |             |                                                                     |             |
| Staffetta 4x100 m | Russia Evgenija Poljakova Natal'ja Rusakova Julija Guščina Julija Čermošanskaja | 43"35       | Gran Bretagna Laura Turner Kadi-Ann Thomas Emily Freeman Joice Maduaka | 43"44       | Germania Katja Wakan Anne Möllinger Cathleen Tschirch Marion Wagner | 43"57       |
| Staffetta 4x400 m | Russia Elena Vojnova Tat'jana Firova Anastasija Kapačinskaja Ljudmila Litvinova | 3'25"25     | Italia Daniela Reina Maria Enrica Spacca Marta Milani Libania Grenot   | 3'28"77     | Gran Bretagna Vicki Barr Eilidh Child Jenny Meadows Lee McConnell   | 3'29"29     |
| Salti |                                                                                 |             |                                                                        |             |                                                                     |             |
| Salto in alto | Ariane Friedrich Germania                                                       | 2,02 m      | Ruth Beitia Spagna                                                     | 2,00 m      | Antonietta Di Martino Italia                                        | 2,00 m      |
| Salto con l'asta | Monika Pyrek Polonia                                                            | 4,70 m      | Julija Golubčikova Russia                                              | 4,65 m      | Silke Spiegelburg Germania                                          | 4,60 m      |
| Salto in lungo | Naide Gomes Portogallo                                                          | 6,83 m      | Ol'ga Kučerenko Russia                                                 | 6,73 m      | Teresa Dobija Polonia                                               | 6,45 m      |
| Salto triplo | Teresa Nzola Meso Ba Francia                                                    | 14,40 m     | Anna Pjatych Russia                                                    | 14,10 m     | Magdelín Martínez Italia                                            | 14,01 m     |
| Lanci |                                                                                 |             |                                                                        |             |                                                                     |             |
| Getto del peso | Nadine Kleinert Germania                                                        | 19,59 m     | Chiara Rosa Italia                                                     | 18,57 m     | Laurence Manfredi Francia                                           | 18,16 m     |
| Lancio del disco | Natalija Semenova Ucraina                                                       | 61,58 m     | Mélina Robert-Michon Francia                                           | 61,41 m     | Věra Cechlová Rep. Ceca                                             | 60,50 m     |
| Lancio del martello | Anita Włodarczyk Polonia                                                        | 75,23 m     | Betty Heidler Germania                                                 | 74,97 m     | Stiliani Papadopoulou Grecia                                        | 71,18 m     |
| Lancio del giavellotto | Christina Obergföll Germania                                                    | 68,59 m     | Barbora Špotáková Rep. Ceca                                            | 65,89 m     | Marija Abakumova Russia                                             | 62,01 m     |
| miglior prestazione mondiale under 20; miglior prestazione mondiale stagionale under 20; record europeo; miglior prestazione europea stagionale; record europeo under 20; record europeo stagionale under 20; record dei campionati; record nazionale; record nazionale under 20; record nazionale under 18; record personale; record personale stagionale. |                                                                                 |             |                                                                        |             |                                                                     |             |

## First League

### Classifica
| Pos. | Nazione     | Punti | Note                        |
| ---- | ----------- | ----- | --------------------------- |
| 1    | Bielorussia | 332   | Promosse in Super League    |
| 2    | Finlandia   | 290   | Promosse in Super League    |
| 3    | Norvegia    | 279   | Promosse in Super League    |
| 4    | Paesi Bassi | 273   |                             |
| 5    | Belgio      | 269,5 |                             |
| 6    | Turchia     | 266,5 |                             |
| 7    | Romania     | 262,5 |                             |
| 8    | Ungheria    | 260   |                             |
| 9    | Slovenia    | 254,5 |                             |
| 10   | Estonia     | 223   |                             |
| 11   | Svizzera    | 203   | Retrocesse in Second League |
| 12   | Serbia      | 191   | Retrocesse in Second League |

### Tabella punti
| Specialità             | Specialità | BEL   | BLR | EST  | FIN | HUN | NLD | NOR | ROU   | TUR   | SVN   | SRB | CHE |
| ---------------------- | ---------- | ----- | --- | ---- | --- | --- | --- | --- | ----- | ----- | ----- | --- | --- |
| 100 metri              | Uomini     | 11    | 3   | 1    | 7   | 5   | 10  | 12  | 6     | 2     | 8     | 4   | 9   |
| 100 metri              | Donne      | 10    | 11  | 2    | 7   | 4   | 3   | 12  | 5     | 1     | 9     | 6   | 8   |
| 200 metri              | Uomini     | 11    | 7   | 9    | 3   | 1   | 10  | 12  | 5     | 4     | 6     | 2   | 8   |
| 200 metri              | Donne      | 12    | 9   | 6    | 8   | 7   | 3   | 5   | 11    | 4     | 10    | 1   | 2   |
| 400 metri              | Uomini     | 12    | 9   | 5    | 11  | 6   | 8   | 3   | 2     | 7     | 10    | 1   | 4   |
| 400 metri              | Donne      | 9     | 10  | 3    | 2   | 12  | 4   | 7   | 8     | 11    | 5     | 1   | 6   |
| 800 metri              | Uomini     | 7     | 9   | 6    | 2   | 12  | 10  | 4   | 11    | 3     | 1     | 8   | 5   |
| 800 metri              | Donne      | 6     | 10  | 2    | 5   | 1   | 12  | 9   | 8     | 11    | 3     | 7   | 4   |
| 1.500 metri            | Uomini     | 9     | 4   | 7    | 3   | 8   | 11  | 6   | 1     | 12    | 2     | 10  | 5   |
| 1.500 metri            | Donne      | 3     | 10  | 1    | 4   | 5   | 9   | 6   | 7     | 11    | 12    | 8   | 2   |
| 3.000 metri            | Uomini     | 4     | 7   | 10   | 6   | 1   | 5   | 8   | 2     | 12    | 3     | 11  | 9   |
| 3.000 metri            | Donne      | 5     | 8   | 1    | 3   | 10  | 2   | 9   | 7     | 12    | 11    | 6   | 4   |
| 5.000 metri            | Uomini     | 7     | 0   | 1    | 5   | 4   | 11  | 8   | 6     | 12    | 2     | 9   | 3   |
| 5.000 metri            | Donne      | 6     | 7   | 4    | 5   | 8   | 9   | 10  | 1     | 12    | 3     | 11  | 2   |
| 3.000 metri siepi      | Uomini     | 9     | 7   | 2    | 12  | 5   | 4   | 10  | 8     | 11    | 6     | 1   | 3   |
| 3.000 metri siepi      | Donne      | 5     | 6   | 7    | 9   | 8   | 0   | 10  | 12    | 11    | 3     | 2   | 4   |
| 110/100 metri ostacoli | Uomini     | 11    | 12  | 8    | 10  | 3   | 0   | 4   | 9     | 6     | 5     | 7   | 0   |
| 110/100 metri ostacoli | Donne      | 1     | 9   | 6    | 4   | 5   | 3   | 7   | 2     | 12    | 8     | 10  | 11  |
| 400 metri ostacoli     | Uomini     | 11    | 8   | 7    | 12  | 9   | 10  | 4   | 3     | 6     | 2     | 1   | 5   |
| 400 metri ostacoli     | Donne      | 6     | 12  | 3    | 9   | 4   | 8   | 10  | 11    | 2     | 1     | 7   | 5   |
| Staffetta 4×100 metri  | Uomini     | 4     | 3   | 6    | 8   | 9   | 12  | 0   | 7     | 5     | 10    | 0   | 11  |
| Staffetta 4×100 metri  | Donne      | 10    | 11  | 3    | 0   | 7   | 5   | 12  | 9     | 4     | 8     | 6   | 0   |
| Staffetta 4×400 metri  | Uomini     | 12    | 5   | 6    | 9   | 10  | 11  | 3   | 4     | 7     | 8     | 2   | 1   |
| Staffetta 4×400 metri  | Donne      | 2     | 8   | 1    | 6   | 11  | 10  | 7   | 12    | 4     | 5     | 3   | 9   |
| Salto in alto          | Uomini     | 10    | 9   | 2,5  | 8   | 5   | 11  | 4   | 6,5   | 2,5   | 6,5   | 12  | 1   |
| Salto in alto          | Donne      | 10,5  | 5   | 10,5 | 8   | 4   | 2   | 12  | 9     | 7     | 3     | 1   | 6   |
| Salto con l'asta       | Uomini     | 10    | 9   | 7    | 8   | 4   | 12  | 6   | 2     | 3     | 11    | 5   | 0   |
| Salto con l'asta       | Donne      | 5     | 3   | 7    | 11  | 9   | 10  | 6   | 2     | 0     | 8     | 4   | 12  |
| Salto in lungo         | Uomini     | 7     | 4   | 9    | 12  | 1   | 3   | 8   | 5     | 6     | 10    | 2   | 11  |
| Salto in lungo         | Donne      | 5     | 12  | 9    | 4   | 2   | 3   | 1   | 10    | 11    | 7     | 8   | 6   |
| Salto triplo           | Uomini     | 2     | 10  | 9    | 8   | 1   | 11  | 4   | 12    | 5     | 7     | 3   | 6   |
| Salto triplo           | Donne      | 2     | 10  | 11   | 9   | 8   | 6   | 7   | 5     | 3     | 12    | 1   | 4   |
| Getto del peso         | Uomini     | 7     | 12  | 9    | 5   | 11  | 4   | 3   | 6     | 2     | 10    | 8   | 1   |
| Getto del peso         | Donne      | 0     | 10  | 6    | 7   | 8   | 11  | 5   | 12    | 9     | 2     | 4   | 3   |
| Lancio del disco       | Uomini     | 2     | 5   | 12   | 10  | 11  | 7   | 9   | 6     | 4     | 3     | 1   | 8   |
| Lancio del disco       | Donne      | 5     | 10  | 3    | 6   | 7   | 8   | 9   | 12    | 4     | 1     | 11  | 2   |
| Lancio del martello    | Uomini     | 5     | 10  | 1    | 8   | 12  | 3   | 6   | 7     | 9     | 11    | 2   | 4   |
| Lancio del martello    | Donne      | 6     | 10  | 0    | 12  | 8   | 4   | 7   | 0     | 11    | 9     | 3   | 5   |
| Lancio del giavellotto | Uomini     | 4     | 8   | 9    | 12  | 7   | 3   | 11  | 2     | 6     | 5     | 1   | 10  |
| Lancio del giavellotto | Donne      | 6     | 10  | 11   | 12  | 7   | 5   | 3   | 9     | 2     | 8     | 1   | 4   |
| Paese                  | Paese      | BEL   | BLR | EST  | FIN | HUN | NLD | NOR | ROU   | TUR   | SVN   | SRB | CHE |
| Totale                 | Totale     | 269,5 | 332 | 223  | 290 | 260 | 273 | 279 | 262,5 | 266,5 | 254,5 | 191 | 203 |

### Risultati

#### Uomini
| Specialità | Oro                                                                       | Prestazione | Argento                                                                   | Prestazione | Bronzo                                                                 | Prestazione |
| Corse piane |                                                                           |             |                                                                           |             |                                                                        |             |
| 100 metri | Jaysuma Saidy Ndure Norvegia                                              | 10"14       | Kristof Beyens Belgio                                                     | 10"37       | Patrick van Luijk Paesi Bassi                                          | 10"38       |
| 200 metri | Jaysuma Saidy Ndure Norvegia                                              | 20"94       | Kristof Beyens Belgio                                                     | 21"03       | Patrick van Luijk Paesi Bassi                                          | 21"03       |
| 400 metri | Cédric Van Branteghem Belgio                                              | 46"59       | Matti Välimäki Finlandia                                                  | 46"83       | Sebastjan Jagarinec Slovenia                                           | 47"20       |
| 800 metri | Tamás Kazi Ungheria                                                       | 1'48"99     | Ioan Zaizin Romania                                                       | 1'49"37     | Robert Lathouwers Paesi Bassi                                          | 1'49"48     |
| 1.500 metri | Halil Akkaş Turchia                                                       | 3'40"81     | Arnoud Okken Paesi Bassi                                                  | 3'41"04     | Goran Nava Serbia                                                      | 3'42"73     |
| 3.000 metri | Selim Bayrak Turchia                                                      | 8'00"45     | Mirko Petrović Serbia                                                     | 8'06"38     | Tiidrek Nurme Estonia                                                  | 8'02"22     |
| 5.000 metri | Selim Bayrak Turchia                                                      | 13'58"71    | Carles Castillejo Paesi Bassi                                             | 14'02"43    | Scjapan Rahaŭcoŭ Bielorussia                                           | 14'03"70    |
| Corse a ostacoli |                                                                           |             |                                                                           |             |                                                                        |             |
| 3000 metri siepi | Jukka Keskisalo Finlandia                                                 | 8'30"89     | Halil Akkaş Turchia                                                       | 8'31"85     | Bjørnar Ustad Kristensen Norvegia                                      | 8'35"18     |
| 110 metri ostacoli | Maksim Lynša Bielorussia                                                  | 13"86       | Damien Broothaerts Belgio                                                 | 13"95       | Juha Sonck Finlandia                                                   | 14"04       |
| 400 metri ostacoli | Jussi Heikkilä Finlandia                                                  | 50"49       | Vincent Vanryckeghem Belgio                                               | 50"50       | Vincent Kerssies Paesi Bassi                                           | 51"14       |
| Staffette |                                                                           |             |                                                                           |             |                                                                        |             |
| Staffetta 4x100 m | Paesi Bassi Gregory Sedoc Caimin Douglas Guus Hoogmoed Patrick van Luijk  | 39"04       | Svizzera Pascal Mancini Marc Schneeberger Marco Cribari Reto Schenkel     | 39"55       | Slovenia Bostjan Fridrih Matic Osovnikar Joze Vrtacic Gregor Kokalovic | 39"82       |
| Staffetta 4x400 m | Belgio Arnaud Ghislain Vincent van Ryckeghem Nils Duerinck Antoine Gillet | 3'07"30     | Paesi Bassi Joeri Moerman Steven de Jesus Steven Zwerink Dennis Spillekom | 3'07"57     | Ungheria Marcell Deák-Nagy László Bartha Dávid Takács Zoltán Kovács    | 3'08"54     |
| Salti |                                                                           |             |                                                                           |             |                                                                        |             |
| Salto in alto | Dragutin Topić Serbia                                                     | 2,29 m      | Jaroslav Bába Rep. Ceca                                                   | 2,29 m      | Aleksandr Shustov Belgio                                               | 2,26 m      |
| Salto con l'asta | Robbert Jansen Paesi Bassi                                                | 5,50 m      | Jurij Rovan Slovenia                                                      | 5,40 m      | Denis Goossens Belgio                                                  | 5,40 m      |
| Salto in lungo | Tommi Evilä Finlandia                                                     | 7,90 m      | Julien Fivaz Svizzera                                                     | 7,83 m      | Boštjan Fridrih Slovenia                                               | 7,66 m      |
| Salto triplo | Alin Anghel Romania                                                       | 16,51 m     | Fabian Florant Paesi Bassi                                                | 16,41 m     | Dzmitryj Platnicki Bielorussia                                         | 16,32 m     |
| Lanci |                                                                           |             |                                                                           |             |                                                                        |             |
| Getto del peso | Juryj Bjaloŭ Bielorussia                                                  | 19,74 m     | Lajos Kürthy Ungheria                                                     | 19,61 m     | Miran Vodovnik Slovenia                                                | 19,53 m     |
| Lancio del disco | Gerd Kanter Estonia                                                       | 67,00 m     | Zoltán Kővágó Ungheria                                                    | 63,44 m     | Frantz Kruger Finlandia                                                | 59,97 m     |
| Lancio del martello | Krisztián Pars Ungheria                                                   | 77,78 m     | Primož Kozmus Slovenia                                                    | 77,34 m     | Pavel Kryvicki Bielorussia                                             | 77,21 m     |
| Lancio del giavellotto | Tero Pitkämäki Finlandia                                                  | 86,78 m     | Andreas Thorkildsen Norvegia                                              | 85,04 m     | Stefan Müller Svizzera                                                 | 79,08 m     |
| miglior prestazione mondiale under 20; miglior prestazione mondiale stagionale under 20; record europeo; miglior prestazione europea stagionale; record europeo under 20; record europeo stagionale under 20; record dei campionati; record nazionale; record nazionale under 20; record nazionale under 18; record personale; record personale stagionale. |                                                                           |             |                                                                           |             |                                                                        |             |

#### Donne
| Specialità | Oro                                                                        | Prestazione | Argento                                                                  | Prestazione | Bronzo                                                                    | Prestazione |
| Corse piane |                                                                            |             |                                                                          |             |                                                                           |             |
| 100 metri | Ezinne Okparaebo Norvegia                                                  | 11"51       | Aksana Drahun Bielorussia                                                | 11"68       | Olivia Borlée Belgio                                                      | 11"69       |
| 200 metri | Olivia Borlée Belgio                                                       | 23"82       | Andreea Ograzeanu Romania                                                | 23"89       | Sabina Veit Slovenia                                                      | 23"96       |
| 400 metri | Barbara Petráhn Ungheria                                                   | 52"94       | Merve Aydın Turchia                                                      | 53"48       | Kacjaryna Bobryk Bielorussia                                              | 53"63       |
| 800 metri | Yvonne Hak Paesi Bassi                                                     | 2'01"50     | Yeliz Kurt Turchia                                                       | 2'01"54     | Natallja Karėjva Bielorussia                                              | 2'02"06     |
| 1.500 metri | Sonja Roman Slovenia                                                       | 4'13"75     | Yeliz Kurt Turchia                                                       | 4'14"00     | Natallja Karėjva Bielorussia                                              | 4'14"17     |
| 3.000 metri | Dudu Karakaya Turchia                                                      | 9'02"57     | Sonja Roman Slovenia                                                     | 9'03"99     | Krisztina Papp Ungheria                                                   | 9'10"46     |
| 5.000 metri | Dudu Karakaya Turchia                                                      | 15'24"86    | Olivera Jevtić Serbia                                                    | 15'29"12    | Karoline Bjerkeli Grøvdal Norvegia                                        | 15'29"82    |
| Corse a ostacoli |                                                                            |             |                                                                          |             |                                                                           |             |
| 3000 metri siepi | Ancuţa Bobocel Romania                                                     | 9'42"87     | Türkan Erişmiş Turchia                                                   | 9'43"25     | Karoline Bjerkeli Grøvdal Norvegia                                        | 9'47"66     |
| 100 metri ostacoli | Nevin Yanıt Turchia                                                        | 13"10       | Lisa Urech Svizzera                                                      | 13"27       | Jelena Jotanovic Serbia                                                   | 13"44       |
| 400 metri ostacoli | Kryscina Vjadzernikava Bielorussia                                         | 58"59       | Angela Moroşanu Romania                                                  | 58"77       | Hege Vold Norvegia                                                        | 58"86       |
| Staffette |                                                                            |             |                                                                          |             |                                                                           |             |
| Staffetta 4x100 m | Norvegia Siri Eritsland Folake Akinyemi Elisabeth Slettum Ezinne Okparaebo | 44"47       | Bielorussia Julija Balykina Vol'ha Aataška Anna Bagdanovič Aksana Drahun | 44"79       | Belgio Eline Berings Hanna Mariën Frauke Penen Olivia Borlée              | 44"97       |
| Staffetta 4x400 m | Romania Florina Rusu Anamaria Ioniţă Elena Mirela Lavric Angela Moroşanu   | 3'35"18     | Ungheria Bianka Varga Anna Mátyus Barbara Petráhn Natalia Zsigovics      | 3'35"55     | Paesi Bassi Sanne Verstegen Yvonne Hak Romara van Noort Annemarie Schulte | 3'36"26     |
| Salti |                                                                            |             |                                                                          |             |                                                                           |             |
| Salto in alto | Stine Kufaas Norvegia                                                      | 1,91 m      | Anna Iljuštšenko Estonia                                                 | 1,86 m      | Hannelore Desmet Belgio                                                   | 1,86 m      |
| Salto con l'asta | Nicole Büchler Svizzera                                                    | 4,10 m      | Minna Nikkanen Finlandia                                                 | 4,10 m      | Rianna Galiart Paesi Bassi                                                | 4,10 m      |
| Salto in lungo | Anastasija Mirončyk-Ivanova Bielorussia                                    | 6,74 m      | Karin Mey Melis Turchia                                                  | 6,57 m      | Viorica Tigau Romania                                                     | 6,42 m      |
| Salto triplo | Snežana Rodič Slovenia                                                     | 13,44 m     | Sirkka-Liisa Kivine Estonia                                              | 13,39 m     | Natallja Vjatkina Bielorussia                                             | 13,37       |
| Lanci |                                                                            |             |                                                                          |             |                                                                           |             |
| Getto del peso | Anca Heltne Romania                                                        | 18,43 m     | Melissa Boekelman Paesi Bassi                                            | 17,19 m     | Alena Kapec Bielorussia                                                   | 17,08 m     |
| Lancio del disco | Nicoleta Grasu Romania                                                     | 62,51 m     | Dragana Tomašević Serbia                                                 | 55,84 m     | Hanna Mažunova Bielorussia                                                | 52,53 m     |
| Lancio del martello | Merja Korpela Finlandia                                                    | 69,34 m     | Sviatlana Sudak Turchia                                                  | 66,95 m     | Alena Matoška Bielorussia                                                 | 63,87 m     |
| Lancio del giavellotto | Kirsi Ahonen Finlandia                                                     | 55,68 m     | Moonika Aava Estonia                                                     | 54,97 m     | Maryna Novik Bielorussia                                                  | 54,90 m     |
| miglior prestazione mondiale under 20; miglior prestazione mondiale stagionale under 20; record europeo; miglior prestazione europea stagionale; record europeo under 20; record europeo stagionale under 20; record dei campionati; record nazionale; record nazionale under 20; record nazionale under 18; record personale; record personale stagionale. |                                                                            |             |                                                                          |             |                                                                           |             |

## Second League

### Classifica
| Pos. | Nazione    | Punti | Note                       |
| ---- | ---------- | ----- | -------------------------- |
| 1    | Lituania   | 217   | Promosse in First League   |
| 2    | Irlanda    | 200,5 | Promosse in First League   |
| 4    | Austria    | 180,5 |                            |
| 3    | Lettonia   | 180   |                            |
| 5    | Slovacchia | 180   |                            |
| 6    | Croazia    | 174   |                            |
| 7    | Bulgaria   | 163   | Retrocesse in Third League |
| 8    | Cipro      | 140   | Retrocesse in Third League |

### Tabella punti
| Specialità             | Specialità | AUT   | BGR | HRV | CYP | IRL   | LVA | LTU | SVK |
| ---------------------- | ---------- | ----- | --- | --- | --- | ----- | --- | --- | --- |
| 100 metri              | Uomini     | 8     | 3   | 5   | 7   | 4     | 2   | 6   | 1   |
| 100 metri              | Donne      | 6     | 4   | 5   | 7   | 3     | 2   | 8   | 1   |
| 200 metri              | Uomini     | 7     | 3   | 2   | 1   | 8     | 6   | 5   | 4   |
| 200 metri              | Donne      | 5     | 6   | 3   | 8   | 4     | 1   | 7   | 2   |
| 400 metri              | Uomini     | 8     | 5   | 7   | 1   | 6     | 3   | 4   | 2   |
| 400 metri              | Donne      | 2     | 3   | 6   | 1   | 5     | 7   | 8   | 4   |
| 800 metri              | Uomini     | 4     | 1   | 5   | 2   | 8     | 3   | 6   | 7   |
| 800 metri              | Donne      | 5     | 1   | 4   | 2   | 6     | 3   | 7   | 8   |
| 1.500 metri            | Uomini     | 6     | 1   | 7   | 3   | 8     | 2   | 4   | 5   |
| 1.500 metri            | Donne      | 2     | 5   | 1   | 3   | 7     | 6   | 8   | 4   |
| 3.000 metri            | Uomini     | 8     | 1   | 6   | 3   | 7     | 2   | 5   | 4   |
| 3.000 metri            | Donne      | 5     | 6   | 2   | 1   | 7     | 8   | 4   | 3   |
| 5.000 metri            | Uomini     | 8     | 3   | 2   | 1   | 7     | 6   | 5   | 4   |
| 5.000 metri            | Donne      | 1     | 3   | 7   | 2   | 6     | 4   | 8   | 5   |
| 3.000 metri siepi      | Uomini     | 2     | 6   | 1   | 4   | 7     | 8   | 5   | 3   |
| 3.000 metri siepi      | Donne      | 1     | 3   | 6   | 4   | 8     | 7   | 5   | 2   |
| 110/100 metri ostacoli | Uomini     | 4     | 2   | 8   | 1   | 7     | 6   | 3   | 5   |
| 110/100 metri ostacoli | Donne      | 3     | 1   | 4   | 5   | 8     | 2   | 6   | 7   |
| 400 metri ostacoli     | Uomini     | 3     | 2   | 1   | 8   | 6     | 4   | 7   | 5   |
| 400 metri ostacoli     | Donne      | 5     | 8   | 7   | 1   | 6     | 4   | 2   | 3   |
| Staffetta 4×100 metri  | Uomini     | 0     | 7   | 0   | 4   | 6     | 5   | 8   | 3   |
| Staffetta 4×100 metri  | Donne      | 6     | 4   | 5   | 1   | 7     | 3   | 8   | 2   |
| Staffetta 4×400 metri  | Uomini     | 4     | 1   | 7   | 2   | 5     | 3   | 6   | 8   |
| Staffetta 4×400 metri  | Donne      | 2     | 5   | 7   | 1   | 6     | 3   | 8   | 4   |
| Salto in alto          | Uomini     | 2     | 6   | 1   | 8   | 3     | 5   | 4   | 7   |
| Salto in alto          | Donne      | 3     | 7   | 8   | 1   | 5     | 4   | 6   | 2   |
| Salto con l'asta       | Uomini     | 5     | 8   | 0   | 3   | 4     | 7   | 2   | 6   |
| Salto con l'asta       | Donne      | 6,5   | 1   | 5   | 8   | 6,5   | 4   | 2   | 3   |
| Salto in lungo         | Uomini     | 3     | 7   | 2   | 5   | 1     | 4   | 8   | 6   |
| Salto in lungo         | Donne      | 4     | 5   | 2   | 3   | 7     | 6   | 1   | 8   |
| Salto triplo           | Uomini     | 2     | 8   | 3   | 4   | 1     | 6   | 7   | 5   |
| Salto triplo           | Donne      | 5     | 7   | 3   | 2   | 4     | 1   | 6   | 8   |
| Getto del peso         | Uomini     | 3     | 5   | 7   | 4   | 1     | 6   | 2   | 8   |
| Getto del peso         | Donne      | 7     | 3   | 1   | 6   | 2     | 4   | 8   | 5   |
| Lancio del disco       | Uomini     | 8     | 5   | 6   | 7   | 1     | 4   | 3   | 2   |
| Lancio del disco       | Donne      | 3     | 2   | 7   | 5   | 1     | 6   | 8   | 4   |
| Lancio del martello    | Uomini     | 6     | 2   | 7   | 4   | 3     | 5   | 1   | 8   |
| Lancio del martello    | Donne      | 4     | 2   | 5   | 0   | 7     | 6   | 3   | 8   |
| Lancio del giavellotto | Uomini     | 6     | 8   | 4   | 3   | 1     | 5   | 7   | 2   |
| Lancio del giavellotto | Donne      | 8     | 3   | 5   | 4   | 1     | 7   | 6   | 2   |
| Paese                  | Paese      | AUT   | BGR | HRV | CYP | IRL   | LVA | LTU | SVK |
| Totale                 | Totale     | 180,5 | 163 | 174 | 140 | 200,5 | 180 | 217 | 180 |

### Risultati

#### Uomini
| Specialità | Oro                                                              | Prestazione | Argento                                                              | Prestazione | Bronzo                                                               | Prestazione |
| Corse piane |                                                                  |             |                                                                      |             |                                                                      |             |
| 100 metri | Ryan Moseley Austria                                             | 10"35v      | Panayiotis Ioannou Cipro                                             | 10"44       | Rytis Sakalauskas Lituania                                           | 10"47       |
| 200 metri | Paul Hession Irlanda                                             | 20"56       | Ryan Moseley Austria                                                 | 21"02       | Elvijs Misans Lettonia                                               | 21"05       |
| 400 metri | Clemens Zeller Austria                                           | 46"41       | Željko Vincek Croazia                                                | 46"97       | Brian Gregan Irlanda                                                 | 47"01       |
| 800 metri | Thomas Chamney Irlanda                                           | 1'50"33     | Jozef Repčík Slovacchia                                              | 1'50"90     | Vitalij Kozlov Lituania                                              | 1'50"91     |
| 1.500 metri | Alan Obrien Irlanda                                              | 3'50"17     | Slavko Petrovic Croazia                                              | 3'50"57     | Felix Kernbichler Austria                                            | 3'50"84     |
| 3.000 metri | Georg Mlynek Austria                                             | 8'21"00     | Sean Connolly Irlanda                                                | 8'21"71     | Slavko Petrovic Croazia                                              | 8'26"69     |
| 5.000 metri | Michael Schmid Austria                                           | 14'17"20    | Mark Hanrahan Irlanda                                                | 14'20"30    | Mareks Floroseks Lettonia                                            | 14'36"87    |
| Corse a ostacoli |                                                                  |             |                                                                      |             |                                                                      |             |
| 3000 metri siepi | Konstantins Savcuks Lettonia                                     | 9'10"82     | Mark Kirwan Irlanda                                                  | 9'19"02     | Jolo Nikolov Bulgaria                                                | 9v28"33     |
| 110 metri ostacoli | Jurica Grabušić Croazia                                          | 13"69       | Ian McDonald Irlanda                                                 | 14"11       | Karlis Daube Lettonia                                                | 14"16       |
| 400 metri ostacoli | Minás Alozídis Cipro                                             | 51"35       | Valdas Valintelis Lituania                                           | 52"00       | Tom Carey Irlanda                                                    | 52"34       |
| Staffette |                                                                  |             |                                                                      |             |                                                                      |             |
| Staffetta 4x100 m | Lituania Toms Bergs Janis Mezitis Maris Grenis Elvijs Misans     | 40"19       | Bulgaria Milen Cvetanov Jordan Jovčev Nikolaj Todorov Desislav Gunev | 40"28       | Irlanda Jason Smyth Paul Hession Darragh Graham Steven Colvert Tate  | 40"33       |
| Staffetta 4x400 m | Slovacchia Roman Turčáni Jozef Pelikán Juraj Mokráš Jozef Repčík | 3'11"97     | Croazia Mirko Hižman Ivan Rimac Marko Babič Željko Vincek            | 3'12"38     | Lituania Arturas Kulnis Vitalij Kozlov Egidijus Svegzda Linas Bruzas | 3'13"35     |
| Salti |                                                                  |             |                                                                      |             |                                                                      |             |
| Salto in alto | Kyriakos Iōannou Cipro                                           | 2,19 m      | Peter Horák Slovacchia                                               | 2,16 m      | Angel Kararadev Bulgaria                                             | 2,16 m      |
| Salto con l'asta | Spas Buhalov Bulgaria                                            | 5,50 m      | Mareks Arents Lettonia                                               | 5,30 m      | Tomáš Čekan Slovacchia                                               | 5,00 m      |
| Salto in lungo | Povilas Mykolaitis Lituania                                      | 7,89 m      | Nikolaj Atanasov Bulgaria                                            | 7,83 m      | Jaroslav Dobrovodský Slovacchia                                      | 7,43 m      |
| Salto triplo | Momčil Karailiev Bulgaria                                        | 17,08 m     | Povilas Mykolaitis Lituania                                          | 16,24 m     | Elvijs Misans Lettonia                                               | 15,96 m     |
| Lanci |                                                                  |             |                                                                      |             |                                                                      |             |
| Getto del peso | Milan Haborák Slovacchia                                         | 19,74 m     | Nedžad Mulabegović Croazia                                           | 19,33 m     | Māris Urtāns Lettonia                                                | 19,25 m     |
| Lancio del disco | Gerhard Mayer Austria                                            | 61,53 m     | Apostolos Parellīs Cipro                                             | 60,94 m     | Martin Marić Croazia                                                 | 57,99 m     |
| Lancio del martello | Libor Charfreitag Slovacchia                                     | 75,62 m     | András Haklits Croazia                                               | 74,04 m     | Benjamin Siart Austria                                               | 71,99 m     |
| Lancio del giavellotto | Kolio Nešev Bulgaria                                             | 73,38 m     | Tomas Intas Lituania                                                 | 69,89 m     | Martin Strasser Austria                                              | 68,67 m     |
| miglior prestazione mondiale under 20; miglior prestazione mondiale stagionale under 20; record europeo; miglior prestazione europea stagionale; record europeo under 20; record europeo stagionale under 20; record dei campionati; record nazionale; record nazionale under 20; record nazionale under 18; record personale; record personale stagionale. |                                                                  |             |                                                                      |             |                                                                      |             |

#### Donne
| Specialità | Oro                                                                                 | Prestazione | Argento                                                                 | Prestazione | Bronzo                                                                | Prestazione |
| Corse piane |                                                                                     |             |                                                                         |             |                                                                       |             |
| 100 metri | Lina Grinčikaitė Lituania                                                           | 11"59       | Eleni Artymata Cipro                                                    | 11"62       | Bettina Müller-Weissina Austria                                       | 11"63       |
| 200 metri | Eleni Artymata Cipro                                                                | 23"39       | Lina Grinčikaitė Lituania                                               | 23"82       | Inna Eftimova Bulgaria                                                | 24"00       |
| 400 metri | Agnė Orlauskaitė Lituania                                                           | 53"44       | Ieva Zunda Lettonia                                                     | 53"65       | Danijela Grgic Croazia                                                | 54"31       |
| 800 metri | Lucia Klocová Slovacchia                                                            | 2'03"54     | Eglė Balčiūnaitė Lituania                                               | 2'04"12     | Kelly McNeice Irlanda                                                 | 2'05"18     |
| 1.500 metri | Irina Krakoviak Lituania                                                            | 4'15"15     | Deirdre Byrne Irlanda                                                   | 4'16"32     | Agata Strausa Lettonia                                                | 4'24"79     |
| 3.000 metri | Inna Poluškina Lettonia                                                             | 9'09"00     | Kerry Harty Irlanda                                                     | 9'09"50     | Jana Georgieva Bulgaria                                               | 9'38"45     |
| 5.000 metri | Rasa Drazdauskaitė Lituania                                                         | 16'25"23    | Lisa Stublic Croazia                                                    | 16'26"28    | Ava Hutchinson Irlanda                                                | 16'50"78    |
| Corse a ostacoli |                                                                                     |             |                                                                         |             |                                                                       |             |
| 3000 metri siepi | Fionnuala Britton Irlanda                                                           | 10'05"70    | Polina Jelizarova Lettonia                                              | 10'18"26    | Lisa Stublic Croazia                                                  | 10'24"10    |
| 100 metri ostacoli | Derval O'Rourke Irlanda                                                             | 13"17       | Miriam Bobková Slovacchia                                               | 13"22       | Sonata Tamošaitytė Lituania                                           | 13"52       |
| 400 metri ostacoli | Vanja Stambolova Bulgaria                                                           | 55"86       | Nikolina Horvat Croazia                                                 | 57"02       | Michelle Carey Irlanda                                                | 58"02       |
| Staffette |                                                                                     |             |                                                                         |             |                                                                       |             |
| Staffetta 4x100 m | Lituania Silvija Peseckaitė Lina Grinčikaitė Sonata Tamošaitytė Audra Dagelytė      | 44"79       | Irlanda Kelly Proper Louise Kiernan Claire Bergin Niamh Whelan          | 45"17       | Austria Bianca Dürr Doris Röser Beate Schrott Bettina Müller-Weissina | 45"50       |
| Staffetta 4x400 m | Lituania Aina Valatkevičiūtė Eglė Balčiūnaitė Kristina Jasinskaitė Agnė Orlauskaitė | 3'36"15     | Croazia Romana Tea Kirinić Anita Banović Nikolina Horvat Danijela Grgić | 3'37"25     | Irlanda Michelle Carey Joanne Cuddihy Fiona O'Friel Claire Bergin     | 3'38"18     |
| Salti |                                                                                     |             |                                                                         |             |                                                                       |             |
| Salto in alto | Blanka Vlašić Croazia                                                               | 2,04 m      | Venelina Veneva Bulgaria                                                | 1,90 m      | Karina Vnukova Lituania                                               | 1,81 m      |
| Salto con l'asta | Marianna Zachariadou Cipro                                                          | 4,35 m      | Daniela Höllwarth Austria                                               | 3,70 m      | Claire Wilkinson Irlanda                                              | 3,70 m      |
| Salto in lungo | Jana Velďáková Slovacchia                                                           | 6,54 m      | Kelly Proper Irlanda                                                    | 6,42 m      | Lauma Griva Lettonia                                                  | 6,26 m      |
| Salto triplo | Dana Velďáková Slovacchia                                                           | 14,17 m     | Andriana Banova Bulgaria                                                | 13,65 m     | Jolanta Verseckaitė Lituania                                          | 12,75 m     |
| Lanci |                                                                                     |             |                                                                         |             |                                                                       |             |
| Getto del peso | Austra Skujytė Lituania                                                             | 17,21 m     | Bettina Schasse Austria                                                 | 14,16 m     | Florentia Kappa Cipro                                                 | 13,99 m     |
| Lancio del disco | Zinaida Sendriūtė Lituania                                                          | 56,63 m     | Vera Begic Croazia                                                      | 55,24 m     | Dace Šteinerte Lettonia                                               | 49,05 m     |
| Lancio del martello | Martina Hrašnová Slovacchia                                                         | 74,95 m     | Eileen O'Keeffe Irlanda                                                 | 68,25 m     | Laura Igaune Lettonia                                                 | 59,60 m     |
| Lancio del giavellotto | Elisabeth Pauer Austria                                                             | 55,80 m     | Madara Palameika Lettonia                                               | 53,93 m     | Indrė Jakubaitytė Lituania                                            | 52,37 m     |
| miglior prestazione mondiale under 20; miglior prestazione mondiale stagionale under 20; record europeo; miglior prestazione europea stagionale; record europeo under 20; record europeo stagionale under 20; record dei campionati; record nazionale; record nazionale under 20; record nazionale under 18; record personale; record personale stagionale. |                                                                                     |             |                                                                         |             |                                                                       |             |

## Third League

### Classifica
| Pos. | Nazione              | Punti | Note                      |
| ---- | -------------------- | ----- | ------------------------- |
| 1    | Israele              | 414   | Promosse in Second League |
| 2    | Moldavia             | 393,5 | Promosse in Second League |
| 3    | Danimarca            | 390   |                           |
| 4    | Bosnia ed Erzegovina | 358   |                           |
| 5    | Azerbaigian          | 327,5 |                           |
| 6    | Islanda              | 327,5 |                           |
| 7    | Lussemburgo          | 291,5 |                           |
| 8    | Armenia              | 253   |                           |
| 9    | Georgia              | 227   |                           |
| 10   | Montenegro           | 213   |                           |
| 12   | Andorra              | 123   |                           |
| 11   | AASSE                | 122,5 |                           |
| 13   | Macedonia            | 116,5 |                           |

### Tabella punti
| Specialità             | Specialità | AAS   | AND   | ARM | AZE   | BIH | DNK | GEO | ISL   | ISR | LUX   | MDA   | MNE | MKD 1995-2019 |
| ---------------------- | ---------- | ----- | ----- | --- | ----- | --- | --- | --- | ----- | --- | ----- | ----- | --- | ------------- |
| 100 metri              | Uomini     | 7     | 1     | 10  | 13    | 12  | 11  | 3   | 5     | 9   | 6     | 8     | 4   | 2             |
| 100 metri              | Donne      | 7     | 3     | 9   | 4     | 5   | 12  | 2   | 6     | 13  | 10    | 11    | 1   | 0             |
| 200 metri              | Uomini     | 4     | 3     | 6   | 13    | 12  | 9   | 10  | 8     | 11  | 5     | 7     | 2   | 1             |
| 200 metri              | Donne      | 0     | 3     | 10  | 5     | 8   | 13  | 2   | 7     | 12  | 6     | 11    | 4   | 9             |
| 400 metri              | Uomini     | 0     | 2     | 7   | 5     | 10  | 13  | 11  | 8     | 12  | 6     | 9     | 4   | 3             |
| 400 metri              | Donne      | 3     | 1     | 9   | 10    | 13  | 8   | 2   | 7     | 6   | 11    | 12    | 4   | 5             |
| 800 metri              | Uomini     | 3     | 1     | 11  | 6     | 12  | 8   | 10  | 4     | 7   | 13    | 9     | 5   | 2             |
| 800 metri              | Donne      | 0     | 6     | 5   | 12    | 11  | 10  | 7   | 4     | 8   | 9     | 13    | 3   | 2             |
| 1.500 metri            | Uomini     | 4     | 2     | 9   | 13    | 11  | 5   | 3   | 8     | 12  | 6     | 10    | 7   | 1             |
| 1.500 metri            | Donne      | 0     | 4     | 5   | 13    | 11  | 9   | 3   | 6     | 8   | 7     | 12    | 10  | 2             |
| 3.000 metri            | Uomini     | 0     | 3     | 8   | 13    | 6   | 12  | 5   | 4     | 9   | 7     | 10    | 11  | 2             |
| 3.000 metri            | Donne      | 0     | 6     | 7   | 13    | 3   | 12  | 8   | 9     | 10  | 5     | 11    | 0   | 4             |
| 5.000 metri            | Uomini     | 1     | 2     | 6   | 12    | 5   | 10  | 4   | 9     | 11  | 7     | 8     | 13  | 3             |
| 5.000 metri            | Donne      | 0     | 5     | 0   | 13    | 6   | 12  | 8   | 9     | 7   | 10    | 11    | 4   | 3             |
| 3.000 metri siepi      | Uomini     | 0     | 7     | 8   | 5     | 10  | 11  | 6   | 9     | 12  | 0     | 13    | 4   | 3             |
| 3.000 metri siepi      | Donne      | 0     | 0     | 8   | 13    | 11  | 12  | 0   | 10    | 9   | 6     | 5     | 8   | 7             |
| 110/100 metri ostacoli | Uomini     | 0     | 2     | 4   | 5     | 12  | 11  | 13  | 6     | 10  | 9     | 8     | 7   | 3             |
| 110/100 metri ostacoli | Donne      | 2     | 3     | 9   | 7     | 11  | 12  | 8   | 10    | 13  | 4     | 5     | 6   | 0             |
| 400 metri ostacoli     | Uomini     | 2     | 1     | 4   | 9     | 6   | 7   | 8   | 13    | 10  | 12    | 11    | 5   | 3             |
| 400 metri ostacoli     | Donne      | 0     | 3     | 10  | 7     | 11  | 13  | 6   | 8     | 4   | 12    | 9     | 5   | 0             |
| Staffetta 4×100 metri  | Uomini     | 5     | 2     | 4   | 13    | 8   | 12  | 7   | 10    | 11  | 6     | 9     | 0   | 3             |
| Staffetta 4×100 metri  | Donne      | 5     | 2     | 9   | 6     | 8   | 12  | 3   | 11    | 13  | 10    | 7     | 4   | 0             |
| Staffetta 4×400 metri  | Uomini     | 3     | 1     | 5   | 11    | 6   | 13  | 7   | 8     | 12  | 10    | 9     | 4   | 2             |
| Staffetta 4×400 metri  | Donne      | 0     | 2     | 10  | 6     | 9   | 13  | 5   | 7     | 8   | 12    | 11    | 4   | 3             |
| Salto in alto          | Uomini     | 5     | 0     | 0   | 7     | 10  | 12  | 9   | 6     | 13  | 8     | 11    | 3   | 4             |
| Salto in alto          | Donne      | 2     | 6     | 3   | 4,5   | 8   | 9   | 0   | 10,5  | 13  | 10,5  | 4,5   | 12  | 7             |
| Salto con l'asta       | Uomini     | 6,5   | 6,5   | 0   | 8     | 12  | 0   | 0   | 9     | 13  | 10    | 11    | 0   | 0             |
| Salto con l'asta       | Donne      | 8     | 6     | 0   | 7     | 0   | 13  | 0   | 11    | 12  | 10    | 9     | 0   | 0             |
| Salto in lungo         | Uomini     | 6     | 3     | 13  | 1     | 9   | 2   | 11  | 10    | 12  | 5     | 8     | 7   | 4             |
| Salto in lungo         | Donne      | 9     | 3     | 8   | 5     | 7   | 6   | 4   | 13    | 12  | 1     | 10    | 11  | 2             |
| Salto triplo           | Uomini     | 5     | 2     | 9   | 13    | 3   | 10  | 7   | 8     | 12  | 0     | 11    | 4   | 6             |
| Salto triplo           | Donne      | 2     | 6     | 12  | 9     | 8   | 5   | 3   | 11    | 10  | 4     | 13    | 7   | 1             |
| Getto del peso         | Uomini     | 3     | 2     | 4   | 8     | 13  | 0   | 11  | 9     | 6   | 7     | 12    | 10  | 5             |
| Getto del peso         | Donne      | 0     | 2     | 5   | 4     | 10  | 8   | 9   | 12    | 13  | 7     | 11    | 6   | 3             |
| Lancio del disco       | Uomini     | 0     | 2     | 4   | 8     | 12  | 10  | 6   | 9     | 11  | 5     | 13    | 7   | 3             |
| Lancio del disco       | Donne      | 7     | 3     | 5   | 8     | 10  | 9   | 12  | 0     | 11  | 6     | 13    | 4   | 0             |
| Lancio del martello    | Uomini     | 8     | 4     | 9   | 5     | 11  | 12  | 0   | 13    | 10  | 0     | 0     | 7   | 6             |
| Lancio del martello    | Donne      | 4     | 7     | 0   | 3     | 11  | 9   | 5   | 10    | 12  | 8     | 13    | 6   | 0             |
| Lancio del giavellotto | Uomini     | 7     | 4     | 0   | 3     | 11  | 12  | 9   | 0     | 8   | 10    | 13    | 5   | 6             |
| Lancio del giavellotto | Donne      | 4     | 2     | 8   | 7     | 6   | 13  | 0   | 10    | 9   | 11    | 12    | 5   | 3             |
| Paese                  | Paese      | AAS   | AND   | ARM | AZE   | BIH | DNK | GEO | ISL   | ISR | LUX   | MDA   | MNE | MKD 1995-2019 |
| Totale                 | Totale     | 122,5 | 123,5 | 253 | 327,5 | 358 | 390 | 227 | 327,5 | 414 | 291,5 | 393,5 | 213 | 113           |

### Risultati

#### Uomini
| Specialità | Oro                                                                    | Prestazione | Argento                                                                 | Prestazione | Bronzo                                                                    | Prestazione |
| Corse piane |                                                                        |             |                                                                         |             |                                                                           |             |
| 100 metri | Ramil Guliyev Azerbaigian                                              | 10"76       | Nedim Covic Bosnia ed Erzegovina                                        | 10"86       | Martin Krabbe Danimarca                                                   | 10"89       |
| 200 metri | Ramil Guliyev Azerbaigian                                              | 20"71       | Nedim Covic Bosnia ed Erzegovina                                        | 21"48       | Tal Mor Israele                                                           | 21"89       |
| 400 metri | Andreas Bube Danimarca                                                 | 47"06       | Yuriy Shapsa Israele                                                    | 47"77       | Endrik Zilbershtein Georgia                                               | 47"92       |
| 800 metri | David Fiegen Lussemburgo                                               | 1'50"73     | Babic Dusan Bosnia ed Erzegovina                                        | 1'51"77     | Aram Davtyan Armenia                                                      | 1'51"95     |
| 1.500 metri | Hayle Ibrahimov Azerbaigian                                            | 3'46"77     | Gezachw Yossef Israele                                                  | 3'48"06     | Rosic Darko Bosnia ed Erzegovina                                          | 3'53"02     |
| 3.000 metri | Hayle Ibrahimov Azerbaigian                                            | 8'08"13     | Toft Munkholm Morten Danimarca                                          | 8'22"97     | Goran Stojiljkovic Montenegro                                             | 8'24"06     |
| 5.000 metri | Goran Stojiljkovic Montenegro                                          | 14'36"48    | Tilahun Aliyev Azerbaigian                                              | 14'38"08    | Brihon Voba Israele                                                       | 14'41"62    |
| Corse a ostacoli |                                                                        |             |                                                                         |             |                                                                           |             |
| 3000 metri siepi | Ion Luchianov Moldavia                                                 | 8'50"69     | Noam Ne'eman Israele                                                    | 9'14"43     | Benjamin Wolthers Danimarca                                               | 9'20"55     |
| 110 metri ostacoli | David Ilariani Georgia                                                 | 14"02       | Adnan Malkic Bosnia ed Erzegovina                                       | 14"34       | Jon Yde Bentsen Danimarca                                                 | 14"43       |
| 400 metri ostacoli | Bjorgvin Vikingsson Islanda                                            | 52"41       | Jacques Frisch Lussemburgo                                              | 52"44       | Alexei Cravcenco Moldavia                                                 | 53"14       |
| Staffette |                                                                        |             |                                                                         |             |                                                                           |             |
| Staffetta 4x100 m | Azerbaigian Valentin Bulichev Ramil Guliyev Ruslan Abbasov Pavel Setin | 39"78       | Danimarca Martin Krabbe Jesper Simonsen Daniel Christensen Nicklas Hyde | 40"31       | Israele Asaf Malka Ram Mor Tal Mor Jehoshua Micky Bar                     | 40"64       |
| Staffetta 4x400 m | Danimarca Jakob Riij Nicklay Hyde Daniel Christensen Andrej Bude       | 3'09"09     | Israele German Florentz Yuriy Shapsai Tarass Shcherenko Gill Shelleg    | 3'10"34     | Azerbaigian Vadim Ryabikhin Ibrahim Ahmadov Pavel Setim Valentin Bulichev | 3'12"83     |
| Salti |                                                                        |             |                                                                         |             |                                                                           |             |
| Salto in alto | Dmitriy Kroyter Israele                                                | 2,14 m      | Janick Klausen Danimarca                                                | 2,08 m      | Anton Balan Moldavia                                                      | 2,08 m      |
| Salto con l'asta | Alex Averbukh Israele                                                  | 5,40 m      | Goran Pejic Bosnia ed Erzegovina                                        | 4,70 m      | Andrei Fedotov Moldavia                                                   | 4,50 m      |
| Salto in lungo | Pahlevanyan Vardan Armenia                                             | 7,82 m      | Yochai Halevi Israele                                                   | 7,58 m      | Borislav Skhirtladze Georgia                                              | 7,43 m      |
| Salto triplo | Teymur Abbasov Azerbaigian                                             | 16,37 m     | Yochai Halevi Israele                                                   | 16,34 m     | Vladimir Vladimir Moldavia                                                | 16,30 m     |
| Lanci |                                                                        |             |                                                                         |             |                                                                           |             |
| Getto del peso | Hamza Alic Bosnia ed Erzegovina                                        | 19,97 m     | Ivan Emilianov Moldavia                                                 | 18,31 m     | Zurab Gigaia Georgia                                                      | 15,95 m     |
| Lancio del disco | Vadim Hranovschi Moldavia                                              | 58,58 m     | Kemal Mesic Bosnia ed Erzegovina                                        | 50,56 m     | Felix Gromadskiy Israele                                                  | 49,86 m     |
| Lancio del martello | Bergur Ingi Petursson Islanda                                          | 70,93 m     | Torben Wolf Danimarca                                                   | 63,95 m     | Samir Vilic Bosnia ed Erzegovina                                          | 58,89 m     |
| Lancio del giavellotto | Dmitri Tarabin Moldavia                                                | 69,63 m     | Lars Moller Laursen Danimarca                                           | 68,38 m     | Almir Kolasinac Bosnia ed Erzegovina                                      | 66,54 m     |
| miglior prestazione mondiale under 20; miglior prestazione mondiale stagionale under 20; record europeo; miglior prestazione europea stagionale; record europeo under 20; record europeo stagionale under 20; record dei campionati; record nazionale; record nazionale under 20; record nazionale under 18; record personale; record personale stagionale. |                                                                        |             |                                                                         |             |                                                                           |             |

#### Donne
| Specialità | Oro                                                                   | Prestazione | Argento                                                              | Prestazione | Bronzo                                                                           | Prestazione |
| Corse piane |                                                                       |             |                                                                      |             |                                                                                  |             |
| 100 metri | Rita Pogorelov Israele                                                | 12"15       | Anna Olsson Danimarca                                                | 12"21       | Anastasia Gherteva Moldavia                                                      | 12"33       |
| 200 metri | Sara Petersen Danimarca                                               | 24"34       | Rita Pogorelov Israele                                               | 24"67       | Anastasia Gherteva Moldavia                                                      | 24"92       |
| 400 metri | Jasna Horozic Bosnia ed Erzegovina                                    | 55"11       | Olesea Cojuhari Moldavia                                             | 55"68       | Charline Mathias Lussemburgo                                                     | 56"51       |
| 800 metri | Olesea Smovjenco Moldavia                                             | 2'09"79     | Layes Abdullayeva Azerbaigian                                        | 2'11"21     | Vladana Gavranovic Bosnia ed Erzegovina                                          | 2'12"58     |
| 1.500 metri | Gezashign Safarova Azerbaigian                                        | 4'26"14     | Olesea Smovjenco Moldavia                                            | 4'29"72     | Biljana Cvijanovic Bosnia ed Erzegovina                                          | 4'30"36     |
| 3.000 metri | Mare Ibrahimova Azerbaigian                                           | 9'27"05     | Maria Stig Moeller Danimarca                                         | 9'38"59     | Valentina Delion Moldavia                                                        | 10'06"39    |
| 5.000 metri | Mare Ibrahimova Azerbaigian                                           | 16'02"58    | Maria Stig Moeller Danimarca                                         | 16'16"81    | Natalia Cerches Moldavia                                                         | 16'36"18    |
| Corse a ostacoli |                                                                       |             |                                                                      |             |                                                                                  |             |
| 3000 metri siepi | Layes Abdullayeva Azerbaigian                                         | 10'40"59    | Laila Laursen Danimarca                                              | 10'52"09    | Biljana Cvijanovic Bosnia ed Erzegovina                                          | 11'00"65    |
| 110 metri ostacoli | Irina Lenskiy Israele                                                 | 13"25       | Anne Moller Danimarca                                                | 14"09       | Gorana Cvijetic Bosnia ed Erzegovina                                             | 14"10       |
| 400 metri ostacoli | Sara Petersen Danimarca                                               | 56"70       | Kim Reuland Lussemburgo                                              | 59"74<      | Gorana Cvijetic Bosnia ed Erzegovina                                             | 1'01"32     |
| Staffette |                                                                       |             |                                                                      |             |                                                                                  |             |
| Staffetta 4x100 m | Israele Rita Pogarelov Irina Lensky Rotem Batat Olga Lensky           | 46"59       | Danimarca Anne Moller Anna Olsson Tine Ejlersen Helena Scherer       | 47"37       | Islanda Linda Larusdottir Helga Thorsteinssd Hafdis Sigurdard Hrafnhild Hermodsd | 47"46       |
| Staffetta 4x400 m | Danimarca Kathrina Mikkeyisen Helena Sherer Anna Olsson Sara Petersen | 3'46"32     | Lussemburgo Chantal Hayen Martine Nobili Charlne Mathias Kim Reuland | 3'46"69     | Moldavia Olesea Cajuhaur Anastasia Cherteve Anna Bezfinferi Valentina Dobzeu     | 3'49"81     |
| Salti |                                                                       |             |                                                                      |             |                                                                                  |             |
| Salto in alto | Ma'ayan Foreman Israele                                               | 1,85 m      | Marija Vukovic Montenegro                                            | 1,78 m      | Liz Kuffer Lussemburgo                                                           | 1,68 m      |
| Salto con l'asta | Caroline Bonde Holm Danimarca                                         | 4,15 m      | Moran Azizi Israele                                                  | 3,80 m      | Hulda Thorsteinsdottir Islanda                                                   | 3,70 m      |
| Salto in lungo | Johanna Ingadottir Islanda                                            | 6,09 m      | Rotem Batat Israele                                                  | 5,90 m      | MilenaMilacevic Montenegro                                                       | 5,85 m      |
| Salto triplo | Tatiana Cicanci Moldavia                                              | 13,10 m     | Haykanush Beklaryan Armenia                                          | 13,07 m     | Johanna Ingadottir Islanda                                                       | 12,84 m     |
| Lanci |                                                                       |             |                                                                      |             |                                                                                  |             |
| Getto del peso | Sivan Abali Israele                                                   | 14,67 m     | Helga Ma Thorsteinsdottir Islanda                                    | 13,78 m     | Natalia Artic Moldavia                                                           | 13,45 m     |
| Lancio del disco | Natalia Artic Moldavia                                                | 49,58 m     | Salome Rigishvili Georgia                                            | 45,06 m     | Sivan Jean Israele                                                               | 44,83 m     |
| Lancio del martello | Zalina Marghieva Moldavia                                             | 68,26 m     | Yevgeniya Zabolotniy Israele                                         | 52,57 m     | Pasa Sehic Bosnia ed Erzegovina                                                  | 51,32 m     |
| Lancio del giavellotto | Maria Jensen Danimarca                                                | 49,99 m     | Valentina Croitori Moldavia                                          | 43,42 m     | Noemie Pleimling Lussemburgo                                                     | 42,77 m     |
| miglior prestazione mondiale under 20; miglior prestazione mondiale stagionale under 20; record europeo; miglior prestazione europea stagionale; record europeo under 20; record europeo stagionale under 20; record dei campionati; record nazionale; record nazionale under 20; record nazionale under 18; record personale; record personale stagionale. |                                                                       |             |                                                                      |             |                                                                                  |             |